# Alberto Hierro Seco
Alberto Hierro Seco (Bilbao, 20 de març de 1978) és un ciclista basc, que fou professional entre 2003 i 2004, tots a l'equip Cafés Baqué. Les seves principals victòries le va aconseguir com amateur.

## Palmarès
- 1999
  - 1r a la Volta a la Comunitat de Madrid
- 2001
  - Vencedor d'una etapa a la Volta a Navarra
- 2002
  - 1r a la Volta a Navarra